# Algimantas Šalna
Algimantas Šalna (russisch Альгимантас Ионович Шална, transkribiert Algimantas Ionowitsch Schalna; * 12. September 1959 in Vidiškės, Rajon Ignalina, Distrikt Utena, damalige Litauische SSR der Sowjetunion) ist ein früherer litauisch-sowjetischer Biathlet und erster Olympiasieger bei Olympischen Winterspielen aus Litauen.
Algimantas Šalna startete anfänglich für Žalgiris Kaunas, ab 1984 für Dynamo Kaunas. Zu Wettkampfzeiten wog er 75 kg bei einer Körpergröße von 1,81 m. Er gewann drei große internationale Titel, alle in Staffelwettbewerben, ein Medaillengewinn in einem Einzelrennen blieb ihm versagt. Der erste Titelgewinn gelang ihm bei den Biathlon-Weltmeisterschaften 1983 in Antholz, er wurde Weltmeister in der 4 × 7,5-km-Staffel zusammen mit Sergei Bulygin, Juri Kaschkarow und Pjotr Miloradow. Im Einzel erreichte er Rang sieben über 20 km, dies blieb seine beste Einzelplatzierung bei Biathlon-Weltmeisterschaften.
Bei den Olympischen Winterspielen 1984 in Sarajevo krönte Šalna seine Laufbahn mit dem Olympiasieg in der Staffel. In der Besetzung mit Dmitri Wassiljew, Juri Kaschkarow, Šalna und Sergei Bulygin siegte die UdSSR vor Norwegen und der Bundesrepublik Deutschland. Nach dem zweiten Abschnitt führten die Sowjets mit 26 Sekunden Vorsprung, doch Šalna musste zweimal in die Strafrunde und übergab als Zweiter mit fast 20 Sekunden Rückstand auf die Staffel der DDR an Schlussläufer Bulygin, trotzdem konnte die sowjetische Staffel noch gewinnen. Sein Olympiasieg bedeutete den ersten Medaillengewinn bei Olympischen Winterspielen überhaupt für einen Sportler aus Litauen. Im Sprint über 10 km wurde er Fünfter beim Sieg des Norwegers Eirik Kvalfoss vor Peter Angerer, Matthias Jacob und Kjell Søbak, damit war er bester Starter der sowjetischen Mannschaft. Er hatte zwei Fehlschüsse – ebenso wie Kvalfoss – und lag am Ende knapp 30 Sekunden hinter dem Sieger, im 20 km-Wettbewerb kam er nicht zum Einsatz.
Seinen zweiten Weltmeistertitel gewann er 1985 in Ruhpolding, diesmal in der Besetzung Kaschkarow, Šalna, Andrei Senkow und Bulygin als Schlussläufer. Danach wurde er nicht wieder in einer sowjetischen Staffel eingesetzt und blieb für die Olympischen Spiele 1988 unberücksichtigt. Auch im Weltcup war er erfolgreich, in der Saison 1982/83 gelangen ihm drei Einzel- und ein Staffelsiege, in der Folgesaison ein weiterer Sieg im Sprint.
Šalna siegte bei den sowjetischen Meisterschaften 1983 sowohl im Einzel als auch in der Staffel. 1984 bekam er den Titel Verdienter Meister des Sports der UdSSR verliehen und wurde mit dem Orden Ehrenzeichen der Sowjetunion ausgezeichnet. Šalna schloss eine Ausbildung am Staatlichen Institut für Körperkultur (ГИФК Государственной институт физической культуры) in Kaunas als Trainerausbilder ab. Nach dem Ende seiner aktiven Karriere wurde Šalna Biathlontrainer. Zunächst trainierte er in der UdSSR Frauenmannschaften und konnte dort den Landesmeistertitel erringen. 1991 nahm er ein Engagement in den USA an und wurde Cheftrainer der Nationalmannschaft. Er betreute die amerikanische Biathlon-Olympiamannschaft von 1992 bis 2006.
Šalna ist verheiratet und hat eine Tochter und einen Sohn. Sein Sohn Tautvydas Šalna ist Eishockeyspieler und nahm mit der litauischen Nationalmannschaft an der Olympiaqualifikation 2010 teil.